# Рычаги машин
«Рычаги́ маши́н» — российский андеграундный музыкальный коллектив (2001—2016), экспериментировавший с разными музыкальными стилями, основными из которых являлись альтернативный рок и хип-хоп. Группа образовалась в Белгороде в 2001 году, одной из её важных отличительных особенностей являлось участие в ней на ранних этапах белгородского музыканта Ивана Алексеева, впоследствии известного как Noize MC.

## Начало карьеры
Коллектив образован в Белгороде в 2001 году и считается одним из первопроходцев местной молодёжной музыкальной сцены. Основатель и бессменный лидер коллектива — Евгений Гоков aka Джон Конор, написавший почти все песни.
В августе 2002 группа приняла участие в фестивале поэзии и музыки «Оскольская лира» и получила лауреатский диплом.

### Участие Noize MC
Noize MC в своих интервью сообщает, что познакомился с Евгением Гоковым в 2001 году и участвовал в группе в роли басиста и бэк-вокалиста «когда ещё в школе учился»; есть песни, приписываемые одновременно и ему, и «Рычагам машин». Есть и последующие совместные работы, например, в альбоме 2013 года Protivo Gunz песни 10 и 12 — ремиксы на «Рычаги машин», песня 5 совместно написана Гоковым и Алексеевым. Отдельную известность в исполнении как одного, так и другого имеет общая для них песня Гокова «Кошка».

## Современная деятельность

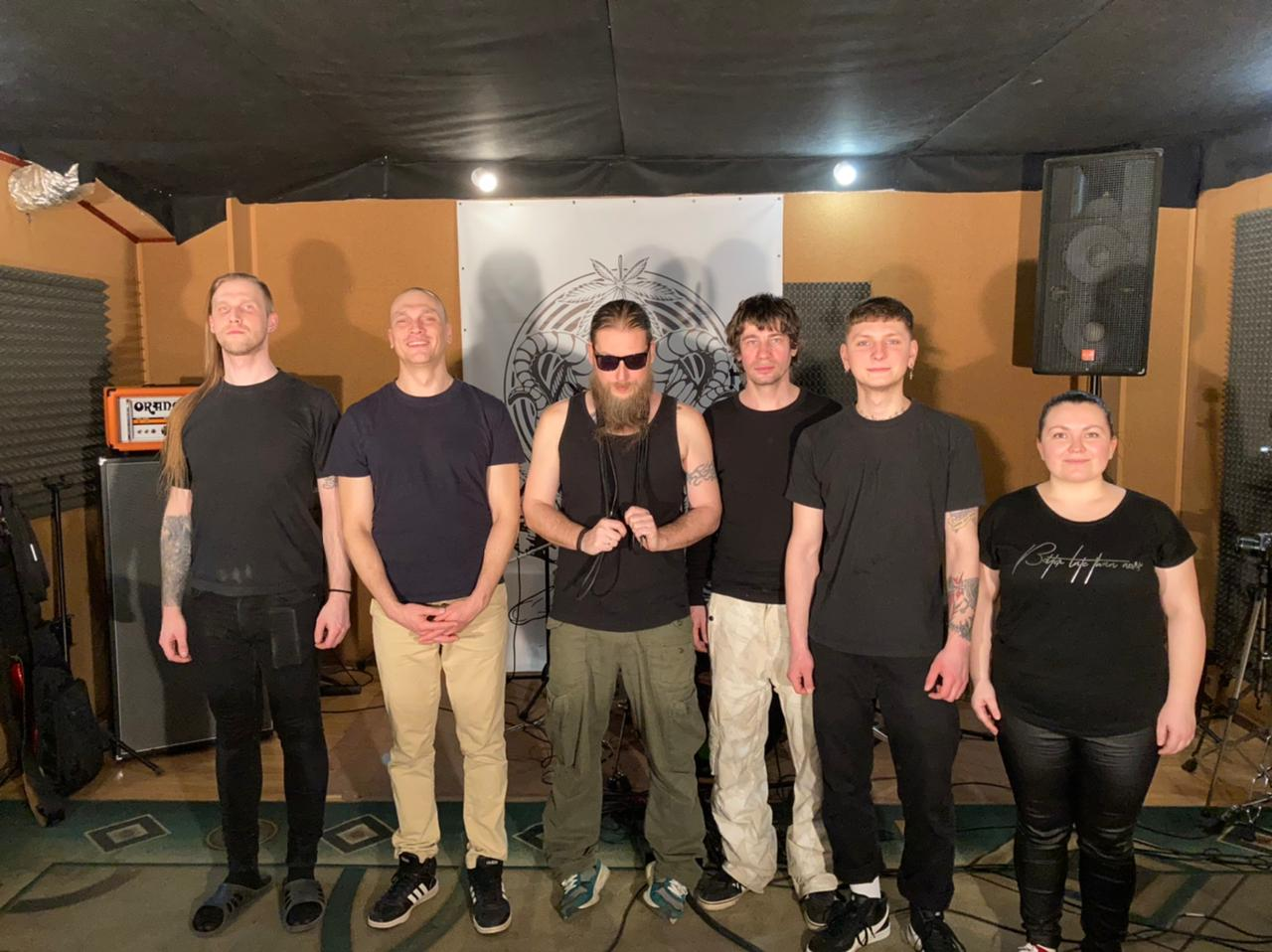
Созданная в 2016 г. группа «Були для бабули» на момент образования состояла из последнего состава «Рычагов машин» минус один человек

С 2011 года группа базировалась в Москве и Санкт-Петербурге, регулярно гастролировала по стране, выступала на радио и телевидении (Маяк FM, телеканал ТНТ и прочих), снимала видеоклипы и короткометражные музыкальные фильмы. В 2015 году приняла участие в фестивале «Крым-фест».
Группа использовала множественные искажённые вариации написания своего названия, такие как «Rыchigy Mashыn 13», «RЫCHiGY MA$HЫN» и другие. По одной из версий, название является искажённой версией названия популярной американской рок-группы Rage Against the Machine («Рэйдж эгейнст зе машин»).
Некоторые музыкальные аналитики считают, что ряд работ группы имеет «культовый статус», некоторые песни «стали по сути народными».

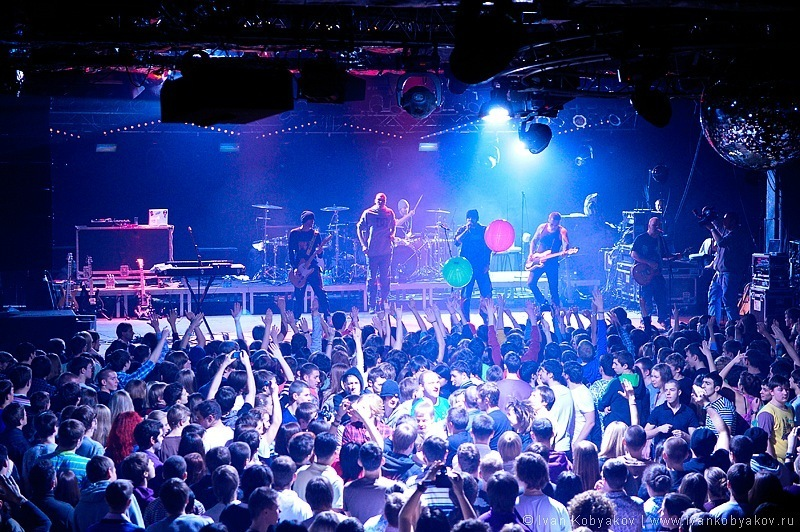
Выступление в Москве в клубе «Б1 Maximum»

Летом 2016 года, как сообщили участники группы, фронтмен группы Евгений Гоков неожиданно прекратил привычную творческую деятельность, сорвав все имевшиеся у группы планы. Длительное отсутствие активности с его стороны вынудило оставшихся музыкантов констатировать распад «Рычагов машин» и сформировать новую группу «Були для бабули», в 2022 году сократившую название до «Були». Басист «Рычагов» Алексей Баженов в апреле 2017 года сообщил о неудачной попытке захвата сообщества группы «Вконтакте» (основного места концентрации слушателей) и выяснил, что Евгений Гоков основал в Белгороде новую группу с названием «Кишки далматинца». В связи с этим Баженов, также исполнявший обязанности продюсера и директора «Рычагов машин», объявил, что считает историю проекта «Рычаги машин» оконченной. Продолжившие деятельность под названием «Були для бабули» музыканты к 2022 году выпустили шесть альбомов. Основным отличием новой группы стал акцент на сатирических кавер-версиях — почти все песни основаны на известных песнях разных мировых исполнителей, но с переделанными текстами и музыкой. Также группа выпустила три аудиоспектакля — по Владимиру Сорокину, Венедикту Ерофееву и Р. Л. Стивенсону. Один из музыкальных альбомов полностью состоит из песен на стихи Даниила Хармса (альбом записан совместно с Александром Ливером).

## Участники
Состав группы «Рычаги машин» на момент распада:
- Евгений Гоков aka Джон Конор
- Алексей Баженов aka josef kshetunsky
- Тимур Джалилов aka Tea more Jah

В группе в разные периоды творчества участвовало большое количество музыкантов из разных городов и музыкальных проектов. Среди них Иван Алексеев aka Noize MC, Олег Проскоков, Азат Гайфулин, Сокол, DJ Dimidroll, Ман, Нафаня, Маська, Кирилл Борисов, Саша Боевик, Ольга Неистовая, Илья Мосин и многие другие.

## Дискография
Демозаписи:
- «Friday 13» (2002)
- «Восстание машин» («Чёрный альбом» + «Зелёный альбом») (2002—2004)
- «Машинное масло» (2004)
- «План и тёлки» (2005)
- «Nomer 5» (2005—2006)
- «Umru?» (2006)
- «Седьмой» (2006)
- «В хлам» (2006)
- SNP — «Смерть на пальме» (2007)
- «Русский рэп будет жить» (2007)
- «План эвакуации» (2007)
- «A.C.A.B.» (2009)
- «Пятница 13, часть 4» (2014)

Перезаписанный старый и новый материал:
Альбомы:
- «Планапокалипсис» (2011)
- «Полетаем» (2012)
- «Что у тебя внутри?» (2012)
- «Империя добра» (2012)
- «Железо» (2015)

Мини-альбомы:
- «О смерти» (2012)
- «Вторжение» (2013)
- «Смерть мозга» (2013)
- «Америка» (2016)